# Les Lundis de Yuka
Pour plus de détails, voir Fiche technique et Distribution.
Les Lundis de Yuka (月曜日のユカ, Getsuyōbi no Yuka) est un film japonais réalisé par Kō Nakahira et sorti en 1964.

## Synopsis
Ville de Yokohama au Japon. Yuka est une jeune fille volage, de confession chrétienne et un brin naïve, qui rêve de voyages et ne désire rien d'autre que rendre heureux ses nombreux amants. Mais elle ne leur permet pas de l'embrasser. Petite fille, un prêtre la surprend alors qu'elle espionne par la fenêtre sa mère en train d'embrasser un marin noir. Se référent à la fornication, il lui déclare que c'est la pire chose à faire, Yuka comprend que la pire chose est de s'embrasser et que la fornication ne pose pas de problème.
Parmi ses amants, il y a un homme d'affaires marié, la quarantaine, qui l'entretient et qu'elle appelle « Papa », Osamu, un jeune homme fougueux et amoureux d'elle ou encore Frank, qui travaille dans une agence de voyages. Yuka sait se rendre disponible pour eux à toute heure de la journée et les assurer de son amour, sauf les lundis, qu'elle met un point d'honneur à passer avec l'homme qui l'entretient.
La situation prend une tournure tragique quand ce dernier la supplie de coucher avec un capitaine de paquebot américain avec lequel il est en affaire. Yuka accepte, pour lui faire plaisir, mais Osamu surprend la conversation et plus tard se tue accidentellement en tentant de s'introduire dans le paquebot. Yuka néanmoins couche avec le capitaine du navire avant de rejoindre « Papa » qui l'attend sur le quai. Pour chasser le dégoût que lui inspire ce qu'elle vient de faire, elle entraine l'homme d'affaires dans une danse endiablée. Ce dernier glisse et tombe à l'eau. Yuka l'observe se noyer sans esquisser un geste pour le secourir.

## Fiche technique
- Titre : Les Lundis de Yuka[1]
- Titre original : 月曜日のユカ (Getsuyōbi no Yuka?)
- Titres anglais : Only on Mondays ; Monday Girl
- Réalisation : Kō Nakahira
- Scénario : Sō Kuramoto et Kōichi Saitō, d'après un roman de Minoru Yasukawa
- Photographie : Yoshihiro Yamazaki
- Montage : Masanori Tsujii
- Musique : Toshirō Mayuzumi
- Production : Takiko Mizunoe
- Société de production : Nikkatsu
- Société de distribution : Nikkatsu
- Direction artistique : Yasuhiro Ōtsuru
- Son : Fumio Hashimoto
- Pays d'origine :  Japon
- Langue originale : japonais
- Format : noir et blanc — 2,35:1 — 35 mm — son mono
- Genre : drame
- Durée : 94 minutes[2],[3] (métrage : 8 bobines - 2 560 m[2])
- Date de sortie :
  - Japon : 4 mars 1964[2],[3]

## Distribution
- Mariko Kaga : Yuka
- Akira Nakao : Osamu
- Takeshi Katō : « Papa », l'homme qui entretient Yuki
- Tanie Kitabayashi : la mère de Yuka
- Yasukiyo Umeno : Furanku (Frank)
- William Basson : le capitaine de paquebot
- Ken Hatano : le magicien
- Harold Conway : le prêtre
- Michio Hino : un policier
- Frank Smith
- Hyōe Enoki
- Mikiko Sakai
- Hayato Tani
- Yōko Yamamoto
- Masaaki Yamamoto : un jeune beatnik